# Јабланица (Босна и Херцеговина)
Јабланица је градско насеље у Босни и Херцеговини, у општини Јабланица, које административно припада Федерацији Босне и Херцеговине. Према прелиминарним подацима пописа становништва 2013. године, у насељеном месту Јабланица пописано је 4.057 лица.
Овде се налази храм Светог пророка Захарија и праведне Јелисавете.

## Географија
Настало је у проширењу долине ријеке Неретве, јужно од (некадашњег) ушћа Раме и клисуре коју је усјекла Неретва између планина Товарнице (888 m) и Чарског врха (828 m). Лежи на жељезничкој прузи Сарајево—Плоче и на раскрсници путева за Сарајево, Мостар и Прозор. Од Мостара је удаљена 48 km, Коњица 21 km, Сарајева 81 km и Прозора 32 km.

## Историја
На подручју Јабланице вођене су борбе током Четврте непријатељске офанзиве у Другом свјетском рату 1943. Ту је Врховни штаб са војском и рањеницима прешао преко Неретве. Да би се сачувала успомена на овај историјски догађај отворен је 1978 Спомен-музеј.
После Другог свјетског рата цијела је општина остварила крупне привредне резултате. Изграђене су ХЕ Јабланица (1955) и ХЕ Рама (1968). Модернизовани су погони индустрије гранита (јабланички габро) и подигнута фабрика кавеза са ваљчане лежајеве (УНИС).

## Становништво
|                      | 2013.          | 1991.           | 1981.           | 1971.           |
| Укупно               | 4 057 (100,0%) | 4 457 (100,0%)  | 3 484 (100,0%)  | 2 537 (100,0%)  |
| Бошњаци              | 3 752 (92,48%) | 2 874 (64,48%)1 | 1 839 (52,78%)1 | 1 389 (54,75%)1 |
| Хрвати               | 99 (2,440%)    | 746 (16,74%)    | 617 (17,71%)    | 611 (24,08%)    |
| Неизјашњени          | 66 (1,627%)    | –               | –               | –               |
| Срби                 | 56 (1,380%)    | 204 (4,577%)    | 171 (4,908%)    | 268 (10,56%)    |
| Босанци и Херцеговци | 28 (0,690%)    | –               | –               | –               |
| Роми                 | 14 (0,345%)    | –               | 111 (3,186%)    | 103 (4,060%)    |
| Босанци              | 13 (0,320%)    | –               | –               | –               |
| Остали               | 12 (0,296%)    | 178 (3,994%)    | 24 (0,689%)     | 20 (0,788%)     |
| Муслимани            | 9 (0,222%)     | –               | –               | –               |
| Југословени          | 2 (0,049%)     | 455 (10,21%)    | 702 (20,15%)    | 112 (4,415%)    |
| Црногорци            | 2 (0,049%)     | –               | 11 (0,316%)     | 27 (1,064%)     |
| Непознато            | 2 (0,049%)     | –               | –               | –               |
| Словенци             | 1 (0,025%)     | –               | 2 (0,057%)      | 6 (0,236%)      |
| Албанци              | 1 (0,025%)     | –               | 5 (0,144%)      | –               |
| Македонци            | –              | –               | 2 (0,057%)      | 1 (0,039%)      |

1. 1 На пописима од 1971. до 1991. Бошњаци су пописивани углавном као Муслимани.